# Kostel svaté Rodiny (Havlíčkův Brod)
Kostel svaté Rodiny je kostel v Havlíčkově Brodě, který byl postaven v letech 1679–1696 při klášteře augustiniánů za bývalými hradbami města. Areál ohraničují ulice Štáflova, Horní a P. F. Ledvinky. Budovy kláštera, kostel a kaple Božího hrobu jsou chráněny jako nemovitá kulturní památka.

## Historie
Augustiniánský klášter s kostelem svaté Rodiny byl postaven za hradbami města. Jeho výstavba proběhla po třicetileté válce a byla spojena s rekatolizací původně protestantského města. Řád bosých augustiniánů přišel do českých zemí z Říma v 17. století a původně Německý Brod se stal jeho třetím sídlem. Město s řádem v roce 1674 uzavřelo smlouvu a povolilo, aby se usadil na horním předměstí za městskými hradbami.

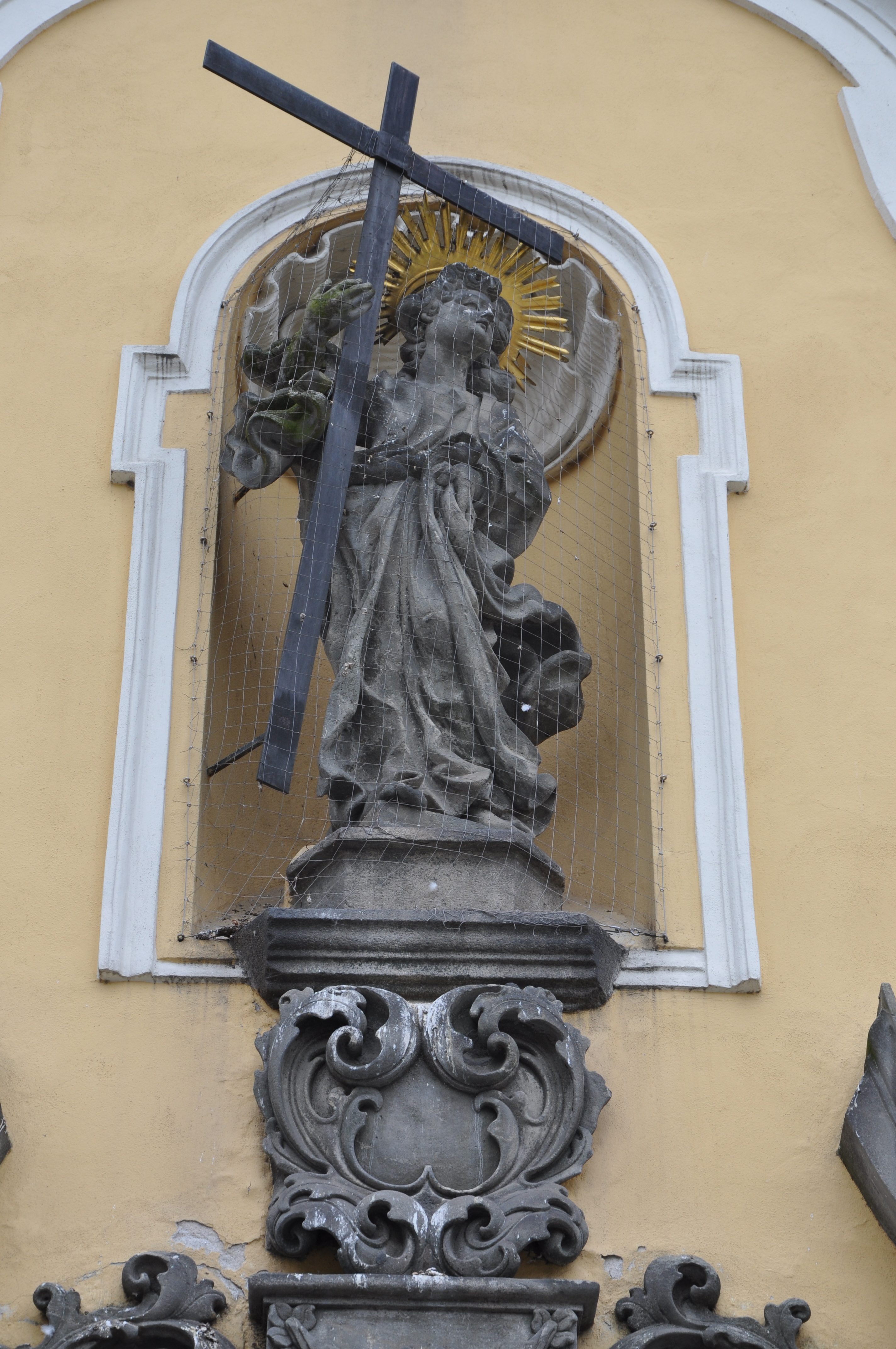
Detail sochy

Roku 1674 postavili řeholníci provizorní kapli a řeholní dům, které jim sloužily do roku 1705. V letech 1679 – 1733 postavili poblíž těchto staveb jednopatrovou klášterní budovu a nový barokní kostel zasvěcený Svaté rodině. Stavitelem východní části s presbytářem byl Gian Batista, západní část vystavěl Daniel Měnický z Chrudimě. Průčelí kostela je ze začátku 18. století dle návrhu řádového bratra Filipa à Sancto Hermanno, jenž je také autorem soch Svaté rodiny. Kostel byl několikrát opravován. Roku 1888 byla snesena věž v průčelí kostela a nahrazena menší věží nad jeho štítem.
Vnitřní barokní jednolodní interiér kostela je z první poloviny 18. století. Sochař Ignác Rohrbach z Chrudimi je autorem hlavního oltáře zasvěceného Svaté rodině (na oltáři je obraz od Siarda Noseckého). Je také autorem oltáře Pět ran Kristových, který je symbolem řádu augustiniánů a v Čechách existuje pouze tento jeden exemplář. Třetí oltář od sochaře Rohrbacha je zasvěcen svatému Janu Nepomuckému z doby před jeho kanonizací (z roku 1709). K dílu Rohrbachovu patří i kazatelna s postavami církevních otců. Zbývající dva oltáře se sochami augustiniánských světců jsou z dílny Václava Kovandy.

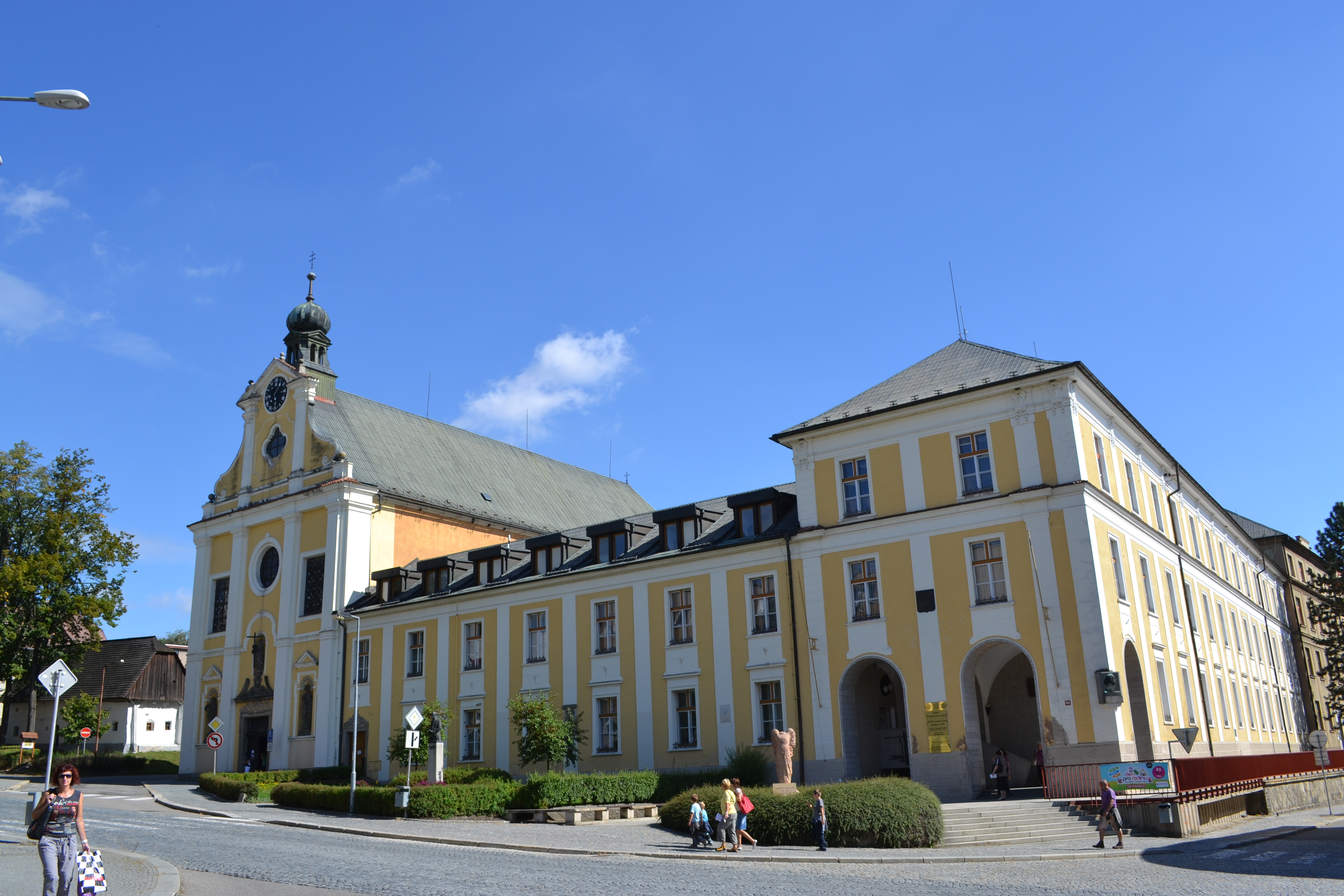
Klášter s kostelem svaté Rodiny

Klášter byl zrušen císařem Josefem II. a po roce 1815 sem bylo přeloženo gymnázium z Hustiřanského domu. Augustiniány ve výuce nahradili premonstráti ze Želiva a roku 1885 přešlo gymnázium pod státní správu.
Začátkem 20. století byla budova kláštera přestavěna pro potřeby státních úřadů. V klášterním kostele se konají koncerty a další kulturní akce, příležitostně i bohoslužby. Kostel včetně barokního mobiliáře, soch Ignáce Rohrbacha a obrazů Siarda Noseckého byl v letech 1969 – 1980 restaurován a je zpřístupněn veřejnosti.

### Kaple Božího hrobu
Kaple Božího hrobu byla postavena za finanční pomoci hraběnky Anny Terezie z Pöttingenu (Pöttingu) rozené Michnové z Vacínova, která za podpory manžela Adama Felixe hraběte z Pöttingenu darovala v roce 1724 konventu 10.000 fl. Důvodem byla pravděpodobně smrt jejich jediného syna Eustacha. Augustiniáni za tuto částku vykoupili od města pozemek a zajistili stavební práce. Dne 8. prosince 1725, na svátek Početí Panny Marie, kapli vysvětil žďárský opat Václav Vejmluva. Zakládací listina byla uschována do čtvercové cínové schránky a uložena doprostřed pod oltář pod kamennou podlahu kaple.
Podoba kaple vychází z kaple stojící uprostřed Chrámu Božího hrobu v Jeruzalémě. Byla přistavěna na severní stranu kostela kameníkem Juliem Bauerem podle plánu pražského stavitele A. V. Spannbruckera a vcházelo se do ní z vnitřních prostor kostela. Vstup lemovaly vysoké polychromované dřevěné sochy zpodobňující sedm pašijových zázraků Ježíše vyřezané v Praze.